# Stuart Freeborn
Stuart Freeborn (* 5. September 1914 in Leytonstone, London; † 5. Februar 2013 in Leyton) war ein britischer Maskenbildner.

## Leben
Stuart Freeborn war für die Gestaltung von Masken und Puppen in etlichen Hollywoodfilmen zuständig. Internationales Ansehen erlangte Freeborn erstmals mit seiner Arbeit zu Stanley Kubricks 2001: Odyssee im Weltraum aus dem Jahr 1968. Seine berühmtesten Figuren sind die beiden Star-Wars-Charaktere Yoda  und Chewbacca. Auch sein Sohn Graham Freeborn wurde später Maskenbildner.
1978 und 1984 erhielt Freeborn für seine Mitwirkung an den ersten beiden Star-Wars-Filmen jeweils den Saturn Award für das beste Make-up. Für das Make-up zu Die Rückkehr der Jedi-Ritter  wurde er 1984 für den BAFTA Film Award nominiert.
Daneben war er an den Horrorfilmen Das Omen, See No Evil, Spectre und Hochzeitsnacht im Geisterschloß als Make-up-Spezialist beteiligt. Bei den Science-Fiction-Filmen 2001: Odyssee im Weltraum und der Superman-Spielfilmreihe agierte er als Maskenbildner und Make-up-Spezialist.

## Privates
Seine Nichte ist die Maskenbildnerin und Filmkostüm-Designerin Michelle Freeborn.

## Filmografie (Auswahl)
- 1954: Weißer Herrscher über Tonga (His Majesty O’Keefe)
- 1963: Dr. Seltsam oder: Wie ich lernte, die Bombe zu lieben (Dr. Strangelove or: How I Learned to Stop Worrying and Love the Bomb)
- 1968: 2001: Odyssee im Weltraum (2001: A Space Odyssey)
- 1976: Das Omen (The Omen)
- 1977: Krieg der Sterne (Star Wars)
- 1980: Superman II – Allein gegen alle (Superman II)
- 1980: Das Imperium schlägt zurück (Star Wars: The Empire Strikes Back)
- 1983: Die Rückkehr der Jedi-Ritter (Star Wars: Return of the Jedi)
- 1987: Superman IV – Die Welt am Abgrund (Superman IV)